# 莱帕维永苏布瓦
莱帕维永苏布瓦（法語：Les Pavillons-sous-Bois，法語發音：[le pavijɔ̃ su bwa] ⓘ）是法国法兰西岛大区塞纳-圣但尼省的一个市镇，属于勒兰西区。

## 地理
莱帕维永苏布瓦（48°54'21"N, 2°30'38"E）面积2.92 平方千米，位于法国法蘭西島大區塞纳-圣但尼省，该省份为法国北部内陆省份，毗邻巴黎。
与莱帕维永苏布瓦接壤的市镇（或旧市镇、城区）包括：欧奈苏布瓦、利夫里加尔冈、邦迪、勒兰西、维勒蒙布勒。

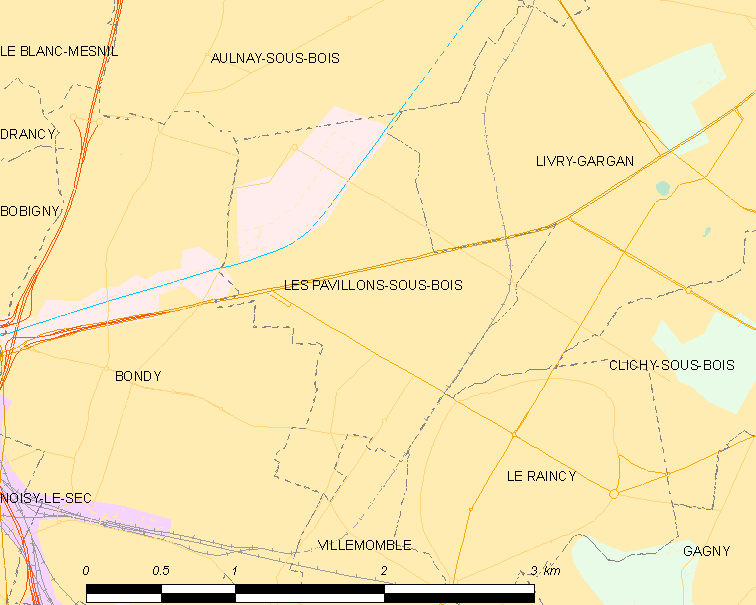
莱帕维永苏布瓦的OSM定位图

莱帕维永苏布瓦的时区为UTC+01:00、UTC+02:00（夏令时）。

## 行政
莱帕维永苏布瓦的邮政编码为93320，INSEE市镇编码为93057。

## 政治
莱帕维永苏布瓦所属的省级选区为邦迪县。

## 人口

1962-2008年间莱帕维永苏布瓦人口变化图示

莱帕维永苏布瓦于2022年1月1日时的人口数量为24872人。